# Alessandro Crescenzi (Kardinal)

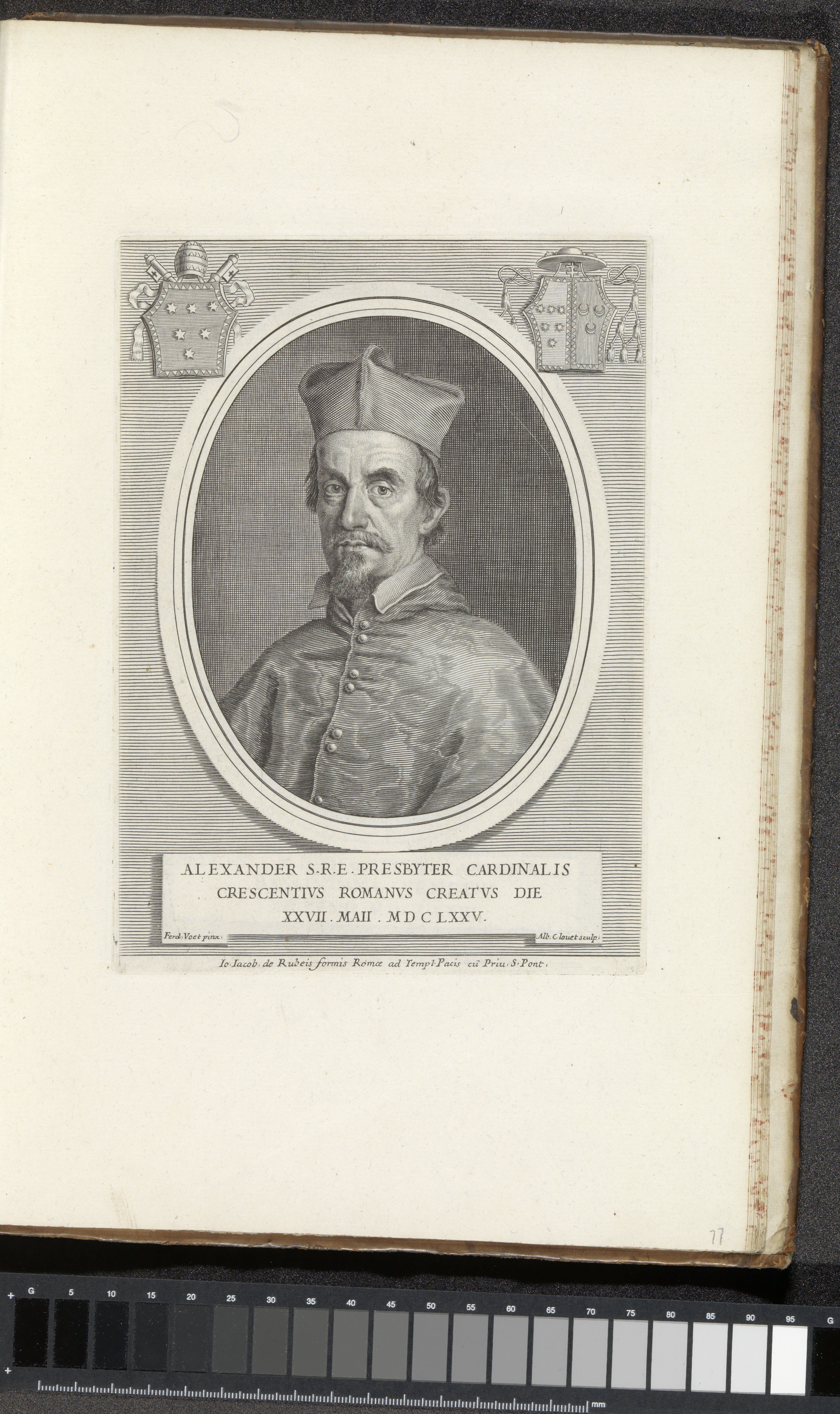
Alessandro Kardinal Crescenzi (Porträtstich von Albertus Clouwet, um 1677)

Alessandro Crescenzi CRS (* 12. September 1607 in Rom; † 8. Mai 1688 ebenda) war ein italienischer Kardinal und römisch-katholischer Erzbischof.

## Biografie
Er gehörte der alten adeligen römischen Familie der Crescenzi an. Nachdem er von den Kapuzinern abgelehnt worden war, trat er in den religiösen Orden der Somasker ein.
Am 13. Juli 1643 wurde er zum Bischof von Termoli erwählt. Am 13. Juni des folgenden Jahres wurde auf den vereinigten Sitz von Ortona und Campli versetzt und am 26. August 1652 wurde er zum Bischof von Bitonto ernannt, dessen Titel er bis 1668 behielt.
Papst Innozenz X. schickte ihn als Nuntius zum Herzog von Savoyen; 1671 wurde er zum lateinischen Patriarchen von Alexandria ernannt.
Im Konsistorium vom 27. Mai 1675 wurde er zum Kardinal erhoben und erhielt Santa Prisca als Titelkirche. Am 24. Februar 1676 wurde er mit dem persönlichen Titel eines Erzbischofs zum Bischof von Recanati und Loreto ernannt.
Als Kardinal nahm er am Konklave von 1676 teil, welches Papst Innozenz XI. wählte.
Von 1685 bis 1687 war er Kämmerer des Heiligen Kardinalskollegiums.
Alessandro Cosimo Crescenzi starb am 8. Mai 1688 in Rom und wurde in der Kirche Santa Maria in Vallicella beigesetzt.